# Heinrich Guthmann
Heinrich Guthmann (* 7. Juli 1893 in Nürnberg; † 2. Oktober 1968 in Bad Nauheim) war ein deutscher Gynäkologe und Hochschullehrer.

## Leben
Guthmann absolvierte ab 1911 ein Chemie- und Medizinstudium in Erlangen und Münster. Am Ersten Weltkrieg nahm er nicht teil. 1916 wurde er an der Universität Erlangen zum Dr. phil. und 1919 zum Dr. med. promoviert. Ab 1917 war er als Assistent, ab 1921 als Oberarzt an der Universitäts-Frauenklinik Erlangen tätig, als Schüler von Ludwig Seitz. Mit Seitz wechselte er 1921 nach Frankfurt am Main, wo er bis 1945 an der Universitäts-Frauenklinik wirkte. Als Oberarzt habilitierte er sich 1926 und lehrte danach als Privatdozent. An der Universität Frankfurt wurde er 1930 zum nichtbeamteten außerordentlichen Professor ernannt. Dort folgte er 1938 seinem Lehrer Seitz auf den Lehrstuhl für Frauenheilkunde nach und wurde Direktor der Frankfurter Universitäts-Frauenklinik.
Guthmann wurde 1933 zunächst Mitglied im Stahlhelm, Bund der Frontsoldaten, September 1937 beantragte er die Aufnahme in die NSDAP und wurde rückwirkend zum 1. Mai desselben Jahres aufgenommen (Mitgliedsnummer 5.115.011). Von 1940 bis 1944 war er Leiter der Dozentenschaft und Dozentenbundführer der Universität Frankfurt am Main sowie Gaudozentenführer von Hessen-Nassau.
Nach dem Ende des Zweiten Weltkrieges wurde Guthmann 1945 aus dem Hochschuldienst entlassen. 1946/47 war er in einem amerikanischen Lager bei Darmstadt interniert. In seinem Spruchkammerverfahren wurde er als „Mitläufer“ eingestuft. Von 1947 bis 1956 leitete er eine chirurgisch-gynäkologische Privatklinik auf Schloss Büdesheim und führte danach eine Privatpraxis.

## Veröffentlichungen (Auswahl)
- Gynäkologie. In: Heinz Lossen (Hrsg.): Franz M. Groedels Röntgendiagnostik in der inneren Medizin und ihren Grenzgebieten. 2 Bände (Lehrbuch und Atlas). Lehmann, München 1936.